# Brigade 315
 (juin 2017).
La brigade 315 est une brigade basée à Oubari créée après la chute de Muammar Qaddafi et dirigée par le touareg salafiste Cheikh Ahmed Omar al-Ansari, un cousin d'Iyad Ag Ghali, chef du groupe terroriste malien Ansar Dine. Son chef adjoint est Mohamed Raadi al-Ansari